# 貝薩尼亞 (北卡羅萊納州)
貝薩尼亞（英語：Bethania）是一個位於美國北卡羅萊納州福賽斯縣的城鎮，全境被溫斯頓-撒冷包圍。

## 人口
根據2020年美國人口普查的數據，貝薩尼亞的面積為1.77平方千米，當中陸地面積為1.76平方千米，而水域面積為0.01平方千米。當地共有人口344人，而人口密度為每平方千米194人。